# Carta de Lord Chandos
Ein Brief (Una carta), coneguda generalment com Carta de Lord Chandos o la Carta de Chandos, és una obra en prosa escrita per Hugo von Hofmannsthal el 1902. Té la forma d'una carta datada l'agost de 1603 d'un escriptor anomenat Lord Philip Chandos (un personatge de ficció) a Francis Bacon, i descriu la crisi del llenguatge de Chandos.

## Resum de la trama
La carta comença amb un resum de les grans gestes literàries que Chandos ha aconseguit a la seva vida. Després Chandos escriu sobre el seu estat mental en el moment d'escriure la carta. Ha arribat a un punt de crisi de la seva carrera pel que fa al llenguatge i la seva capacitat per expressar adequadament l'experiència humana. Chandos ha abandonat tots els futurs projectes d'escriptura, que una vegada va proposar amb exuberància, a causa de la seva incapacitat per expressar-se d'una manera significativa.
Chandos descriu el desenvolupament de la seva crisi per etapes. Primer va venir la pèrdua de la capacitat de fer un discurs acadèmic sobre qüestions de moral o filosofia. A continuació, va perdre la funció de fer conversa diària sobre opinions o judicis. Finalment, va recórrer als clàssics, obres de Ciceró i Sèneca, en un intent de curar la seva malaltia literària, però no els va poder trobar un sentit i la seva condició va continuar declinant. Chandos descriu el seu estat actual com el "... [d'haver] perdut completament la capacitat de pensar o parlar de qualsevol cosa de manera coherent".
Chandos viu moments extrems de transcendència, on les epifanies sobre la vida i l'esperit l'aclaparen. No obstant això, aquests moments són breus i un cop han passat Chandos és incapaç d'expressar la visió entrellucada moments abans. Aquestes epifanies són el punt culminant de l'existència de Chandos, i fora d'elles la seva vida està estancada i és estèril. Chandos sovint sent que està a punt de recuperar-se quan els pensaments comencen a formar-se a la seva ment. Però, com les epifanies, aviat es perden en la seva incapacitat per escriure. Aquest fracàs del llenguatge li ha robat la confiança en si mateix i la creativitat. El resultat és que Chandos és com un home trencat que plora les seves habilitats perdudes. Chandos finalment diu que no escriurà mai més en cap idioma conegut.

## Contingut biogràfic i cultural
La Carta de Lord Chandos contrasta amb les primeres obres i la poesia de Hofmannsthal. Va ser un poeta que dominava el llenguatge en la seva poesia inicial centrada en el "jo interior", que havia caracteritzat la seva època com a membre del cercle literari d'elit Jove Viena ("Jung-Wien"). En canvi, a la Carta Hofmannsthal abandona la poesia i el seu treball sobre estètica anteriors, per a la decepció dels seus lectors.
La Carta de Lord Chandos va ser escrita durant el final de segle, un xoc entre l'antic ordre social i un desenvolupament de nous pensaments i mitjans d'expressió. Figures centrals del moviment com Hofmannsthal, Sigmund Freud, Ernst Mach i Ludwig Wittgenstein van ser testimonis de la transformació de la societat, però van quedar consternats per la seva incapacitat d'efectuar canvis en una societat moderna que era “irrespirablement pluralista; mancada de cohesió o direcció”. A la seva carta, Hofmannsthal esmenta una malaltia de la ment que va sorgir de la incapacitat del llenguatge per expressar-se amb prou claredat enmig de les convulsions socials i polítiques. És aquesta preocupació per una crisi del llenguatge per la que la seva Carta de Lord Chandos és més celebrada.
La posició de Hofmannsthal sobre el tema del llenguatge s'assemblava molt a la de Ludwig Wittgenstein, qui va dominar la discussió de la crítica del llenguatge durant gairebé un segle a la societat vienesa. Wittgenstein admirava l'obra de Hofmannsthal, especialment la Carta, en la que Hofmannsthal anticipava la idea de Wittgenstein que “la llengua és el límit del nostre món”. La relació aparentment incompatible entre llenguatge i experiència és un motiu de les obres europees del segle XX i es va manifestar al context vienès en l'art de Gustav Klimt i la música d'Arnold Schoenberg.

## Anàlisi crítica
Erwin Kobel és un exemple de crític que utilitza proves biogràfiques de la vida de Hofmannsthal per mostrar els vincles autobiogràfics entre la seva vida i la Carta de Lord Chandos. Thomas Kovach argumenta que "tants crítics van veure la Carta de Lord Chandos com un document autobiogràfic" a causa de la crisi literària personal de Hofmannsthal que va derivar del seu propi dubte. No obstant això, continua argumentant que si bé hi ha elements autobiogràfics aparents de l'obra, la majoria dels crítics estan d'acord que la Carta és de fet una obra de ficció. Dona suport a aquesta afirmació revelant l'anomalia que Hofmannsthal és capaç d'escriure eloqüentment sobre una crisi del llenguatge. Que aquesta obra és ficció es veu reforçada pel fet que Hofmannsthal va tenir una carrera literària més enllà de la publicació de la Carta, mentre que Lord Chandos promet no tornar a compondre mai més.
Kovach presenta una altra possible interpretació de l'obra. Escriu que la crisi del llenguatge s'hauria de veure com una situació més profunda que un problema de comunicació i els límits del llenguatge. Com que el llenguatge s'utilitza per expressar el pensament, conclou que la crisi examinada per Hofmannsthal s'ha de veure com una crisi de cognició a més d'una del llenguatge; afirma que Chandos és incapaç d'escriure clarament perquè és incapaç de pensar amb claredat.
Una altra opinió sobre la Carta de Lord Chandos és que evidencia una crisi existencial. Aquesta crisi està relacionada amb la reconstrucció de la Viena de fi de segle i la consegüent crisi social i política. Amb la transició a una societat industrial, les formes i maneres d'expressió que abans es consideraven efectives ja no eren capaces d'articular els pensaments i les idees de la societat vienesa.
Michael Morton, un altre crític, considera la crisi reflectida a la Carta de Lord Chandos com un conjunt de dificultats. Sent que Hofmannsthal expressa dilemes del jo i del llenguatge. Argumenta que la crisi de Chandos és un conflicte entre veure el jo com a subjecte o com a objecte. El segon conflicte que veu a l'obra és un conflicte pel que fa a la funcionalitat i utilitat del llenguatge. Pel que fa a la utilitat del llenguatge, Morton presenta la tensió entre les idees que es construeixen al voltant del llenguatge i no a l'inrevés, el llenguatge intenta tenir més poder del que vol tenir i el llenguatge intenta explicar idees i veritats per sobre de les seves capacitats.
Per la seva banda, Jacques Le Rider analitza l'elecció de Francis Bacon per Hofmannsthal com a destinatari de la carta. Le Rider reconeix elements de les obres d'Ernst Mach dins la Carta de Lord Chandos; Francis Bacon es pot identificar com l'individu que va establir les bases de l'obra d'Ernst Mach. Les obres d'Ernst Mach discuteixen l'eliminació de barreres entre "dins i fora, el jo i el món".